# Московская тонкосуконная фабрика имени Петра Алексеева
Московская тонкосуконная фабрика им. Петра Алексеева — бывшее производство, одно из старейших московских текстильных предприятий, основано в первой половине XIX века. Располагалось между Михалковской улицей и Головинскими прудами.

## История
В 1838 году выходец из Пруссии Вильгельм Иокиш, впоследствии купец первой гильдии, основал в Москве суконную фабрику — товарищество суконной мануфактуры «Иокиш». Первоначально на ней отделывались и окрашивались поступившие от заказчиков готовые сукна, затем с 1851 года развивалось прядильное и ткацкое производство.
Московская тонкосуконная фабрика имени Петра Алексеева произошла из Товарищества суконной мануфактуры «Иокиш» в 1919 году по причине национализации второго. Названа в честь революционера Петра Алекссева — рабочего ткацкой фабрики.
На фабрике существовало три основных производства — прядильное, ткацкое и отделочное.
В 2011 году фабрика была закрыта в результате организованного саботажа нового руководства, специально поставленного для подведения успешного предприятия к скоротечному банкротству; её приобрела компания «Red Development». Часть исторических строений старинной фабрики была варварски снесена. Началось строительство жилого комплекса Loft Park, которое сегодня признано незаконным.